# Chinese Volleyball League 2002-2003 (femminile)
La Chinese Volleyball League 2002-2003 si è svolta dal 2002 al 2003: al torneo hanno partecipato 12 squadre di club cinesi e la vittoria finale è andata per la prima volta al Tianjin.

## Squadre partecipanti
| - Bayi - Beijing - Fujian - Hebei - Henan - Jiangsu | - Liaoning - Nanjing - Shanghai - Sichuan - Tianjin - Zhejiang |

## Premi individuali[1]
| Premio                 | Giocatrice   | Squadra  |
| ---------------------- | ------------ | -------- |
| MVP                    | Wang Lina    | Bayi     |
| Miglior attaccante     | Zhou Suhong  | Zhejiang |
| Miglior muro           | Chen Jing    | Sichuan  |
| Miglior servizio       | Zhang Ping   | Tianjin  |
| Miglior palleggiatrice | Song Nina    | Bayi     |
| Miglior allenatore     | Wang Boaquan | Tianjin  |

## Classifica finale[1]
| Pos | Squadra  | Verdetto                    |
| --- | -------- | --------------------------- |
| 1   | Tianjin  |                             |
| 2   | Bayi     |                             |
| 3   | Liaoning |                             |
| 4   | Nanjing  |                             |
| 5   | Zhejiang |                             |
| 6   | Beijing  |                             |
| 7   | Sichuan  |                             |
| 8   | Fujian   |                             |
| 9   | Jiangsu  |                             |
| 10  | Shanghai |                             |
| 11  | Henan    |                             |
| 12  | Hebei    | Chinese Volleyball League B |